# Pseudolepidophorella longiterga
Genre
Espèce
Synonymes
- Lepidophorella longiterga Salmon, 1937

Pseudolepidophorella longiterga, unique représentant du genre Pseudolepidophorella, est une espèce de collemboles de la famille des Tomoceridae.

## Distribution
Cette espèce est endémique de Nouvelle-Zélande.

## Description
Pseudolepidophorella longiterga mesure de 2 à 4,5 mm.

## Publications originales
- Salmon, 1937 : Descriptions and Notes on Some New Zealand Collembola. Transactions and Proceedings of the Royal Society of New Zealand, vol. 67, p. 352-358 (texte intégral).
- Salmon, 1941 : The Collembolan fauna of New Zealand, including a discussion of its distribution and affinities. Transactions and Proceedings of the Royal Society of New Zealand, vol. 70, p. 282-431 (texte intégral).